# Vol de pente

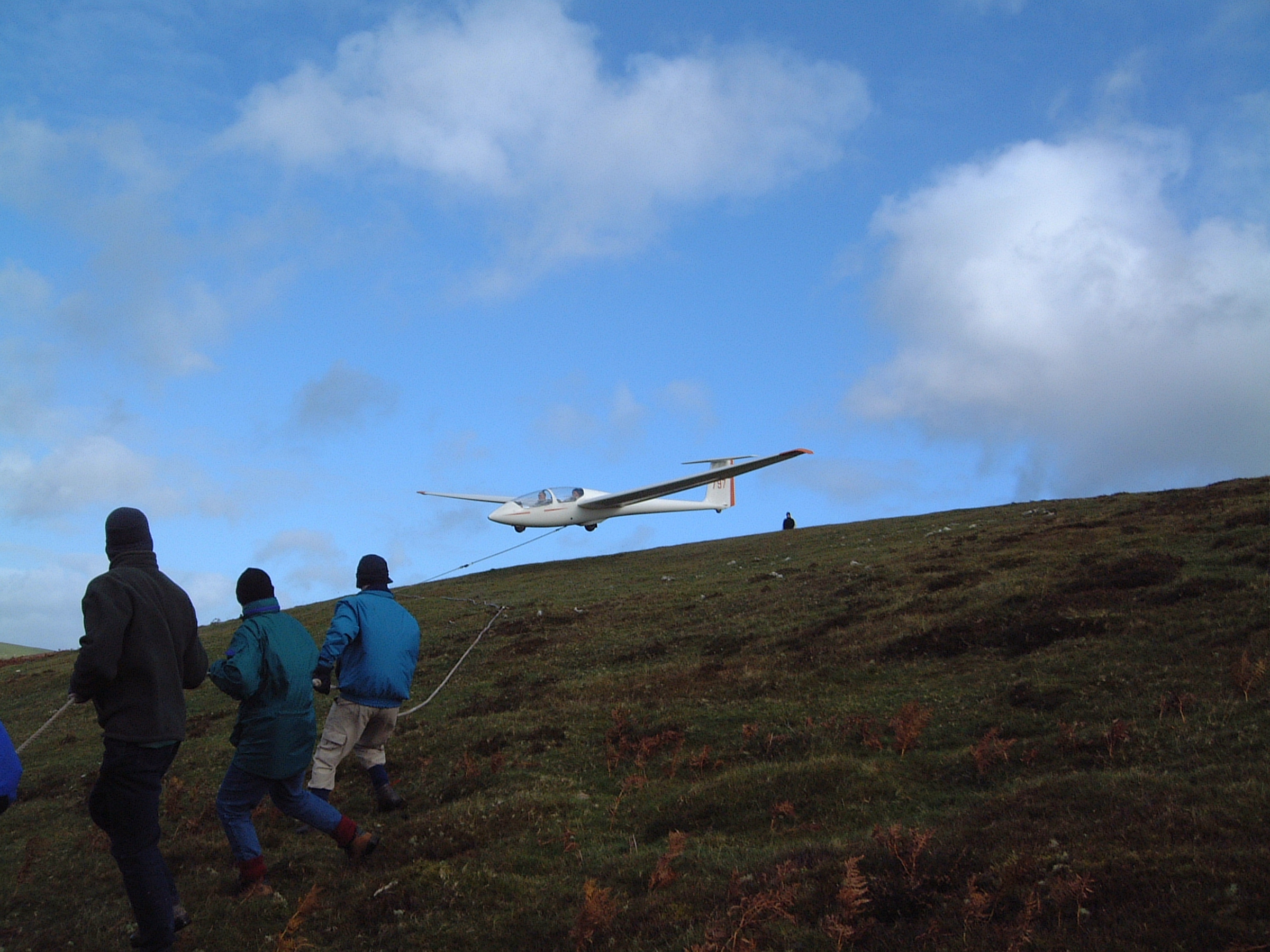
Planeur lancé au sandow pour un vol de pente.

Écoulement de l'air et zone de courant ascendant (en vert) sur le versant d'une pente au vent.

Le vol de pente est une technique de vol utilisant les ascendances dynamiques provoquées par le vent passant sur un relief.
Lorsque le vent rencontre un relief, il monte en générant un courant ascendant dynamique, qui se cumule la plupart du temps en montagne avec les courants ascendants thermiques.
En restant dans cette zone porteuse, le vélivole, un planeur radiocommandé, planeur, parapente ou deltaplane pourra rester en l'air aussi longtemps que cette dynamique provoquera une ascendance supérieure à la vitesse de chute propre de l'aéronef.
Les amateurs de vol de pente sont habitués à associer une pente, le flanc particulier d'un relief avec le vent qui génèrera le courant ascendant. Par exemple, telle ou telle pente ne sera utilisable et utilisée qu'en présence d'un vent bien orienté. Alors que cet effet est peu sensible avec un planeur qui peut se déplacer sur de grandes distances, un vélivole plus petit comme un planeur radiocommandé y sera très attentif : les amateurs d'aéromodélisme choisissent le plus souvent le lieu de leurs vols en fonction du vent dominant du jour.

## Aéromodélisme
Pratiquer le planeur radiocommandé en vol de pente est la façon la plus simple de mettre l'appareil en vol. Le plus souvent, l'opérateur tenant la télécommande dans une main lance le planeur face au vent. Les autres pratiques d'aéromodélisme impliquent une procédure de décollage plus complexe (motorisée ou tractée).
Le planeur vole en permanence en descente du fait de son poids. Sa vitesse se décompose en une vitesse de chute, associée à une vitesse horizontale (vent relatif) qui sur le profil de l'aile crée une portance qui maintient le planeur en vol. Cette portance croit jusqu'à un angle d'incidence positif maximum (cabré) suivie ensuite d'une chute brutale de portance (le décrochage) le planeur ne doit pas être lancé vers le haut, mais au contraire légèrement vers le bas pour qu'il puisse prendre de la vitesse et que le vent relatif résultant de cette vitesse donne la portance nécessaire au vol  .Un lancer vers le haut a la fois ralentirait le planeur et induirait une incidence d'aile trop forte conduisant au  décrochage  , trop près du  sol, le modèle réduit ne pourrait reprendre de vitesse et s'écraserait.
La suite du vol consiste à chercher des ascendances, qu'elles soient thermiques (dues à l'élévation de l'air chaud) ou mécaniques (élévation des masses d'air à cause de la pente), pour augmenter l'altitude du planeur, et la durée du vol. Lorsqu'un de ces courants est présent, l'appareil prend tout seul de l'altitude, ou s'incline si seule une aile est captée par le courant. Il faut alors faire « spiraler » le planeur, pour qu'il reste dans la zone où l'air monte, et qu'il soit entraîné lui aussi.
Le vol hors des courants ascendants doit être économe, car les manœuvres des gouvernes font perdre de la vitesse, donc de l'altitude.
Un risque pour un modéliste pilotant sur une pente est de mettre son planeur « au trou », c'est-à-dire de lui faire perdre trop d'altitude, et de devoir le faire atterrir en contrebas, dans la vallée. Le planeur peut bien sûr être remonté à une altitude suffisante, mais si les courants ascendants diminuent (par exemple avec un changement de météo), les chances de le poser dans une zone proche diminuent d'autant. Une fois « dans le trou », le planeur et la zone d'atterrissage sont alors très éloignés l'un de l'autre et peu visibles, et l'estimation de l'altitude du planeur devient difficile, et il peut être endommagé à l'atterrissage.
L'évolution de la technologie des accumulateurs , arrivée des accus dits LIPO ,légers et performants, associés à des moteurs "brushless" puissants et légers a permis d'équiper les planeurs de motorisations discrètes,dans le nez des fuselages, capables de mettre les planeurs en altitude et d'assurer une remontée du"trou" ,ce qui en supprimant ce risque a permis d'utiliser des pentes ou la descente au trou était synonyme de perte définitive du planeur .
la miniaturisation de l'électronique et la technologie 2.4ghz permettent d'équiper les planeurs radiocommandés de variomètres dont les indications sont retransmises au télépilote par télémétrie ce qui facilite le repérage des ascendances ,et des descendances ..et limite les risques de descente au trou pour les modèles non équipés de motorisation

## Vitesse ascensionnelle

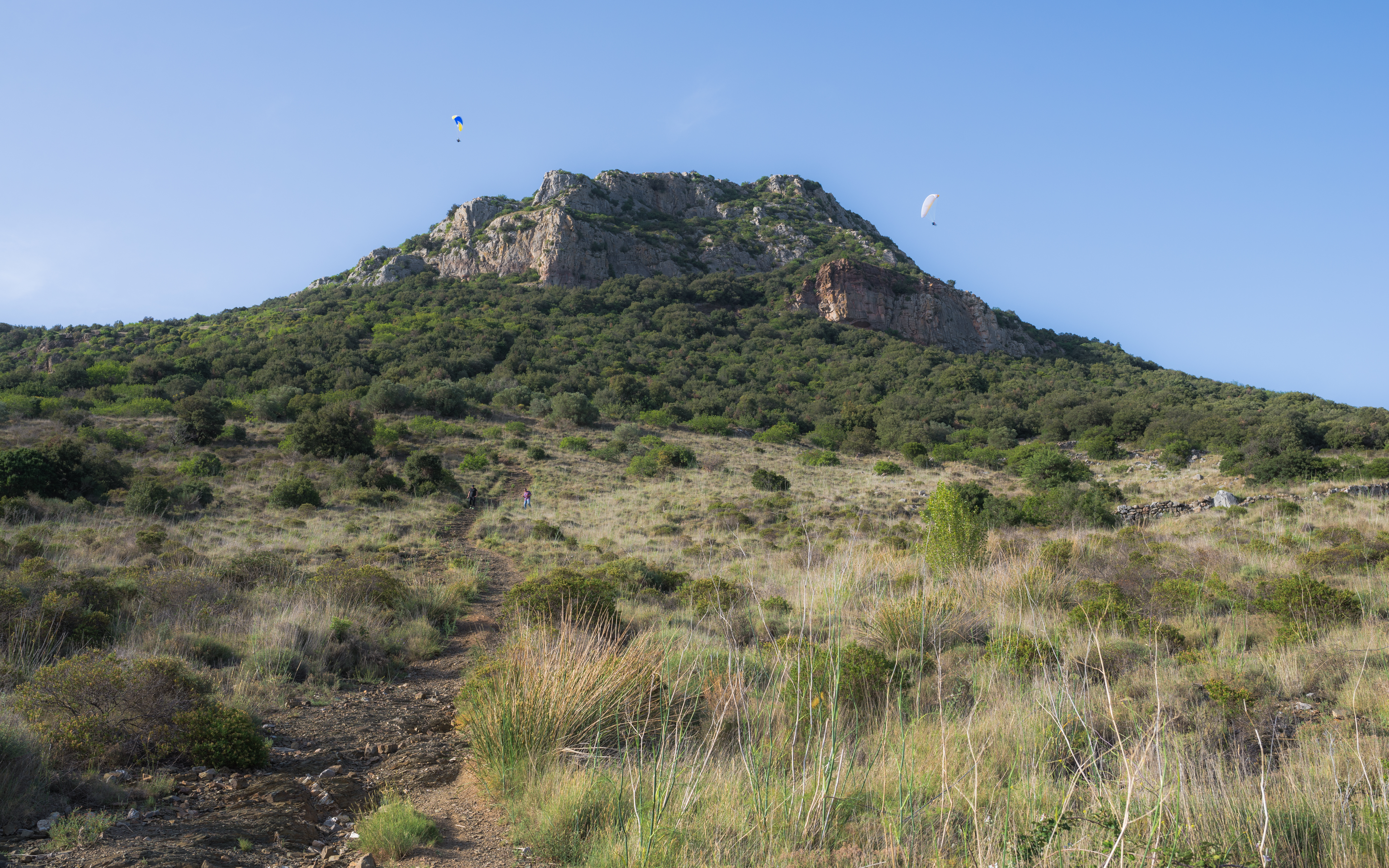
Deux parapentes, à Cabrières.

On considère un modèle simplifié à 2 dimensions dérivé du modèle des ondes orographiques. Soit {\displaystyle N={\sqrt {{g \over \theta }{\partial \theta  \over \partial z}}}} la fréquence de Brunt-Väisälä (de l'ordre de 10¯²), soit U la vitesse du vent, soit h(x) la hauteur du sol au point x, la vitesse ascensionnelle peut alors modélisée par la formule approximative suivante :
{\displaystyle w(x,z)\simeq Uh'(x)\cos \left({Nz \over U}\right)} .
On constate que la vitesse ascensionnelle s'atténue avec l'altitude. Cette formule ne prend pas en compte les turbulences qui pourraient se former dans le cas où la pente est une falaise.

## Activités pratiquées en vol de pente
- Le vol à voile
- La voltige
- Le combat

Il existe une catégorie de planeurs spéciaux destinés au vol de pente, ce sont les PSS (Powered Scale Soaring) qui sont des maquettes ou des semi-maquettes d'avion à moteur ou à réaction qui sont utilisés sans moteur dans les dynamiques moyennement fortes à très fortes.